# Næbhøj
 Næbhøj  er skabt af Romano Scarpa og indgår i Jumbobøgerne som en konkurrent til Joakim von And og ind imellem som kompagnon til dennes beundrer Mary Moseand. Hed i Jumbobog nr. 3 Feliks Ferm.